# Academia de Științe și Arte a Bosniei și Herțegovinei
Academia de Științe și Arte a Bosniei și Herțegovinei (în sârbocroată Akademija nauka i umjetnosti Bosne i Hercegovine sau Академија наука и умјетности Босне и Херцеговине) este academia națională⁠(d) a Bosniei și Herțegovinei. Cu sediul în capitala Sarajevo, este cea mai importantă instituție publică neuniversitară de cercetare din țară. A fost înființată în 1951, în perioada în care Republica Socialistă Bosnia și Herțegovina era parte a Iugoslaviei, având atunci denumirea „Societatea Științifică a Bosniei și Herțegovinei”. Este cunoscută sub denumirea actuală începând cu 1966.

## Istorie

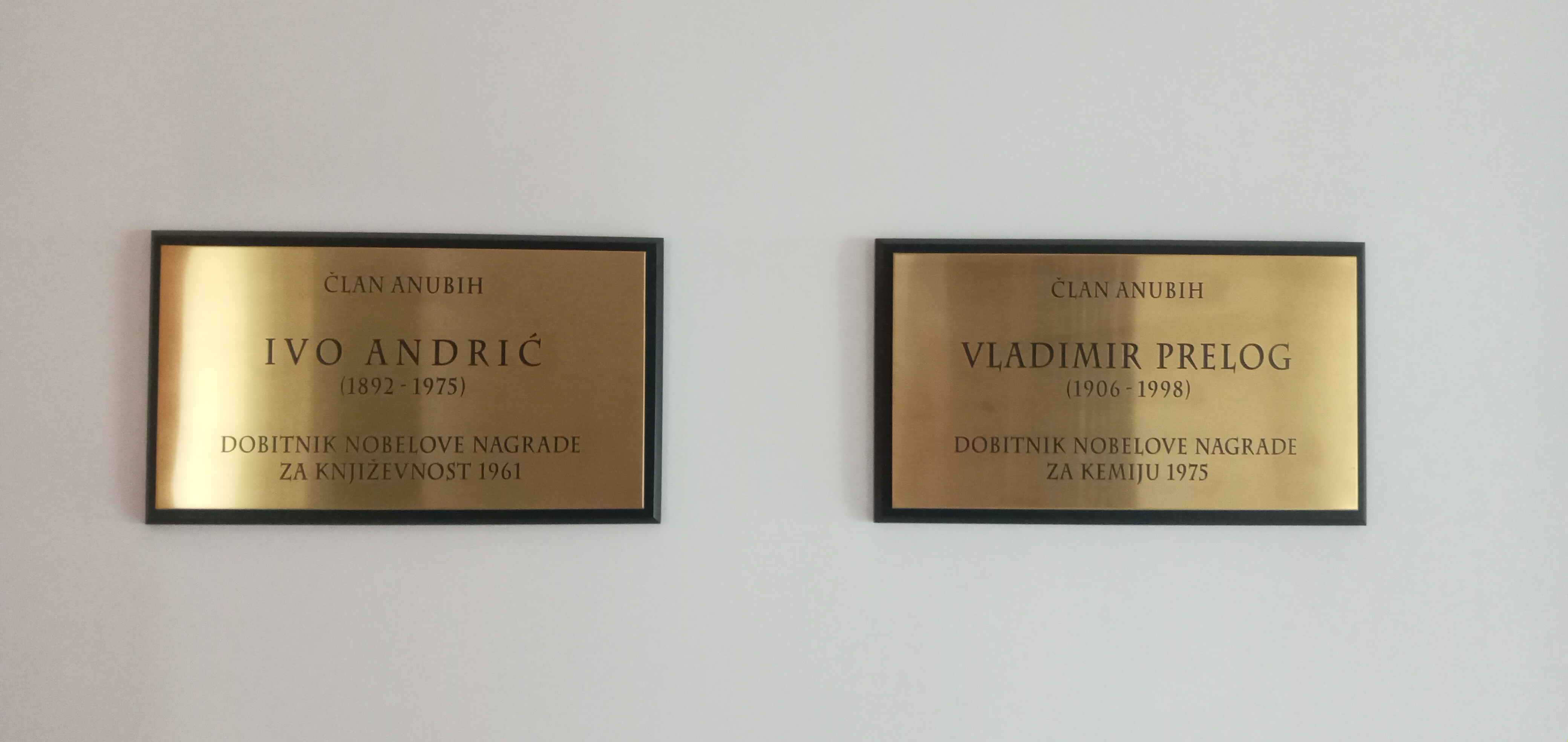
Plăci comemorative dedicate laureaților Nobel bosniaci Ivo Andrić și Vladimir Prelog

Academia de Științe și Arte din Bosnia și Herțegovina s-a format în baza Societății Științifice înființate în 1951 prin decizia Adunării RS Bosnia și Herțegovina (organul legislativ). Societatea Științifică a continuat să funcționeze în rol de instituție științifică supremă până în 1966, când Adunarea a adoptat Legea privind Academia de Științe și Arte din Bosnia și Herțegovina. Primul președinte a fost Vaso Butozan, între 1966 și 1968. Conform Legii, Academia are definite următoarele sarcini: dezvoltarea generală a științei și artelor, organizarea de cercetări științifice și de evenimente legate de arte, publicarea de lucrări scrise de membrii și angajații săi. Este un organism complet independent, guvernat exclusiv de principiile și interesele științei și de convingerile independente ale membrilor săi. Statutul Academiei reglementează toate aspectele organizării, conducerii și funcționării acesteia.

## Departamente
Academia este formată din șase departamente:
- Științe sociale
- Științe medicale
- Științe tehnice
- Științe ale naturii și matematică
- Literatură
- Arte

## Personalități marcante

### Președinți
- Vaso Butozan (1966–1968)[7]
- Branislav Đurđev⁠(d) (1968–1971)
- Edhem Čamo (1971–1977)
- Alojz Benac⁠(d) (1977–1981)
- Svetozar Zimonjić (1981–1990)
- Seid Huković (1990–1999)
- Božidar Matić⁠(d) (1999–2014)
- Miloš Trifković (2014–2020)
- Muris Čičić (2020-prezent)

### Membri de onoare
- Josip Broz Tito, ales la 19 noiembrie 1969[8]
- Ivo Andrić, ales la 23 decembrie 1969
- Rodoljub Čolaković⁠(d), ales la 23 decembrie 1969
- Edvard Kardelj⁠(d), ales la 29 aprilie 1971
- Vladimir Bakarić⁠(d), ales la 18 aprilie 1974
- Ivan Supek, ales la 14 mai 2002
- Bogdan Bogdanović, ales la 14 mai 2002
- Adil Zulfikarpašić⁠(d), ales la 14 mai 2002